# Соколя (Люблінське воєводство)
Соколя (пол. Sokola) — село в Польщі, у гміні Клочев Рицького повіту Люблінського воєводства.
Населення — 186 осіб (2011).
У 1975-1998 роках село належало до Седлецького воєводства.

## Демографія
Демографічна структура станом на 31 березня 2011 року:
|          | Загалом | Допрацездатний вік | Працездатний вік | Постпрацездатний вік |
| -------- | ------- | ------------------ | ---------------- | -------------------- |
| Чоловіки | 85      | 14                 | 63               | 8                    |
| Жінки    | 101     | 26                 | 51               | 24                   |
| Разом    | 186     | 40                 | 114              | 32                   |